# Baghead (película)
Baghead es una película británica de terror estrenada en 2024, dirigida por Alberto Corredor. La película, que forma parte del género de terror psicológico, es una adaptación del cortometraje homónimo que Corredor dirigió en 2017.

## Trama
La trama  gira en torno a un grupo de amigos que, tras sufrir una trágica pérdida, decide invocar a una misteriosa entidad con la esperanza de traer de vuelta a su ser querido. Sin embargo, a medida que avanza la historia, los personajes se enfrentan a las aterradoras consecuencias de sus acciones, ya que el regreso de los muertos no es tan simple como habían imaginado.

## Elenco
- Freya Allan como Iris Lark
- Peter Mullan como Owen Lark
- Anne Müller como Baghead
- Ruby Barker como Katie
- Jeremy Irvine como Neil
- Julika Jenkins como Regina
- Saffron Burrows como Catherine
- Ned Dennehy como The Solicitor
- Svenja Jung como Sarah

## Producción
La película está dirigida por Alberto Corredor, una versión ampliada de un cortometraje de 2017 que realizó con el mismo nombre, escrito con Lorcan Reilly. El largometraje también está escrito por Christina Pamies y Bryce McGuire. El reparto está encabezado por Freya Allan, Peter Mullan, Anne Müller, Jeremy Irvine y Ruby Barker. El reparto también incluye a Julika Jenkins, Saffron Burrows, Svenja Young y Ned Dennehy.

## Recepción
En el sitio web de recopilación de reseñas Rotten Tomatoes, Baghead tiene un índice de aprobación del 31 % basado en 32 reseñas.
Peter Bradshaw de The Guardian le dio a la película dos estrellas de cinco y dijo que tiene "algunos toques interesantes", pero sintió que podría compararse demasiado fácilmente en la trama con la película australiana de 2022 Talk to Me.
Algunos críticos también destacaron que la ambientación de la película filmada en Berlín es incómoda y desconcertante. Bradshaw señaló que "el entorno original ha sido trasplantado a Berlín  sin explicar realmente por qué y cómo un tipo escocés (Mullan) llegó a ser dueño de este "pub" en Berlín con su nombre en inglés, The Queen's Head. Esto crea una sensación de "falta de autenticidad que casi lo arruina por completo". De manera similar, Anton Bitel de Sight and Sound comentó: "Baghead viene con un entorno adecuadamente intangible: un Berlín extrañamente despoblado, iluminado góticamente, una vez dividido, donde casi nadie habla alemán".